# مرغ کوچک عاقل
مرغ کوچک عاقل (به انگلیسی: The Wise Little Hen) یک کارتون کوتاه از مجموعه سمفونی احمقانه محصول والت دیزنی به کارگردانی ویلفرد جکسون است که براساس داستان پری مرغ کوچک قرمز است. این کارتون نخستین حضور شخصیت دانلد داک است. دانلد و دوستش، پیتر خوک، برای اینکه از زیر کمک کردن به خانم مرغه فرار کنند خودشان را به دل درد می زنند و خانم مرغه مجبور میشود با کمک جوجه های کوچکش دانه هایش را بکارد. این کارتون در تاریخ ٩ ژوئن ۱٩٣۴ منتشر شد.  و توسط ویلفرد جکسون کارگردانی شد.  کمیک استریپ این اثر توسط تد آزبورن و آل تالیافررو اقتباس شده است. 